# المعجلة (المحفد)

تعديل مصدري - تعديل

المعجلة هي إحدى قرى عزلة المحفد بمديرية المحفد التابعة لمحافظة أبين، بلغ تعداد سكانها 374 نسمة حسب تعداد اليمن لعام 2004.